# Nemsdorf-Göhrendorf
Nemsdorf-Göhrendorf es un municipio situado en el distrito de Saale, en el estado federado de Sajonia-Anhalt (Alemania). Tiene una población estimada, a fines de 2024, de 803 habitantes.
Está integrado a la mancomunidad de municipios (verbandsgemeinde) de Weida-Land.